# Christine Rossi
Christine Rossi (1 de mayo de 1963) es una deportista francesa que compitió en esquí acrobático. Ganó una medalla de plata en el Campeonato Mundial de Esquí Acrobático de 1986, en la prueba de acrobacias.

## Medallero internacional
| Campeonato Mundial | Campeonato Mundial | Campeonato Mundial | Campeonato Mundial |
| Año                | Lugar              | Medalla            | Competición        |
| ------------------ | ------------------ | ------------------ | ------------------ |
| 1986               | Tignes (Francia)   | Medalla de plata   | Acrobacias         |